# Cascades de sang
Les cascades de sang (en anglès: Blood Falls) són un flux d'òxid de ferro a les Valls Seques de McMurdo, Vall Taylor, a la Terra de Victòria a l'Est de l'Antàrtida.
Aquest paratge rogenc va ser descobert el 1911 pel geòleg australià Griffith Taylor, que va donar nom a la vall.
Els primers exploradors de l'Antàrtida van atribuir el color vermell a les algues roges, però posteriorment es va provar que és degut només a l'òxid de ferro.

## Geoquímica
Òxids de ferro poc solubles es dipositen a la superfície del glaç després que l'ió ferrós present en l'aigua salada no glaçada s'oxida en contacte amb l'oxigen atmosfèric. Els ions ferrosos que són més solubles provenen del Miocè fa uns cinc milions d'anys. La glacera Taylor no està glaçada fins al seu fons i conté una salmorra amb una concentració de sals de dues a tres vegades superior a la mitjana dels oceans de la Terra.

## Ecosistema microbià

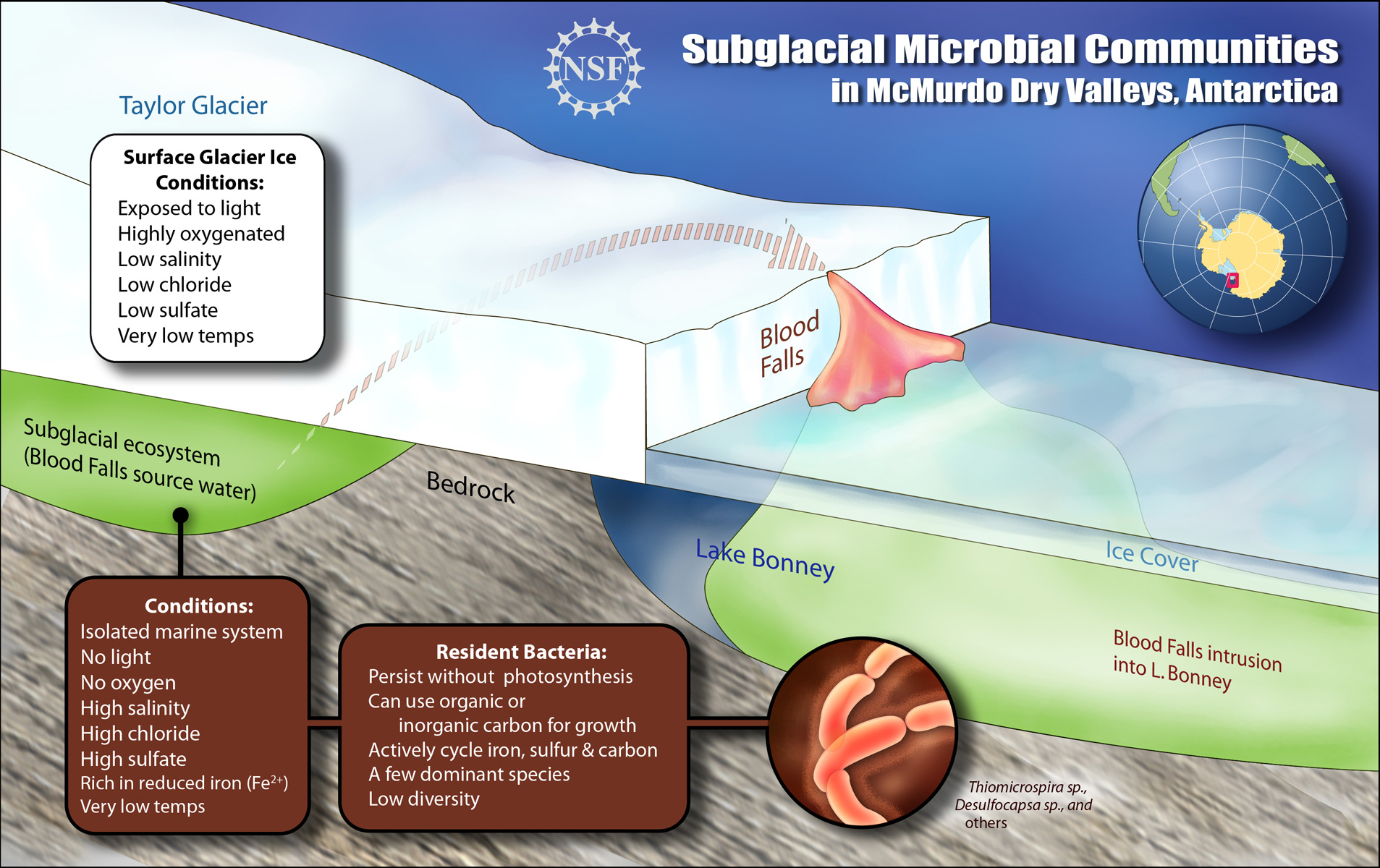
Secció esquemàtica de les Blood Falls mostrant com la vida microbiana ha pogut sobreviure al fred, a la foscor i a la carència d'oxigen durant milions d'anys en salmorra a l'aigua líquida que hi ha sota la glacera Taylor. (NSF).

Les anàlisis químiques i biològiques indiquen que hi ha un estrany ecosistema subglacial de bacteris autotròfics que metabolitza els ions sulfat i ferric. Segons el geomicrobiòleg Jill Mikucki en les mostres d'aigua hi ha com a mínim 17 tipus diferents de microbis pràcticament sense haver-hi oxigen. No s'havia mai observat a la natura el procés metabòlic que fa que uns microbis usessin el sulfat com a catalitzador per a respirar amb ions ferrics i metabolitzar la matèria orgànica microscòpica atrapada amb aquest compost químic.

## Implicacions
D'una banda aquests microorganismes han estat atrapats durant milions d'anys aïllant-los de l'evolució que han sofert altres microorganismes terrestres i marins. De l'altra presenta un model de vida que es podria trobar en altres planetes amb condicions ambientals molt díficils per a la vida tal com la coneixiem fins ara.